# Farkas Ervin (festő)
Farkas Ervin (Tatabánya, 1976.  december 19. −) magyarországi cigány festőművész.

## Életútja, munkássága
Muzsikus cigánycsaládban született, hárman voltak testvérek. A nagy szegénység miatt állami gondozásba került. 13 évesen fedezte fel a festés örömeit, így vall erről: „A festés boldoggá tett, felszabadított és vigaszt nyújtott.” Cigány közösségfejlesztő asszisztensi képzést szerzett, éveken át a tatabányai Hatostelep Márton Áron Kisebbségi és Ifjúsági Szervezetében tevékenykedett, közben megnősült, hat gyermekük született. 1990 óta foglalkozik behatóan a festészettel, állandóan képezi magát és fest. Hatással voltak művészetére az ókori egyiptomi piramisok, a kézműves tárgyak, halotti maszkok és azok szimbólumai, az indiai kultúra, Claude Monet és Csontváry Kosztka Tivadar szín- és festői világa. 1997 óta kiállító művész, az 1990-es évek óta rendszeres látogatója a Cigány Ház alkotótáborának. Számos egyéni és csoportos kiállításon mérettette meg alkotásait. 2005-ben az olaszországi Lauro-ban a város egyik falára alkotta meg a magyar-cigány aranyeső kultuszt. 21 évet élt Tatabánya Mésztelepen. Ott tapasztalta meg a magyarországi cigányok kirekesztettségét és mindennapi szenvedéseit. Számos művén örökítette meg belső vívódásait ezzel kapcsolatban. Szakrális képei Istenhez való segélykiáltások, melyek igen mély érzelmű alkotások. A cigánytelepről, család és munka mellett érettségizett le 2007-ben, a Mikes Kelemen Felnőtt és Ifjúsági Gimnáziumban. 2013-ban szülővárosában, Tatabányán az Őszi Tárlaton mutatták be alkotásait. Műveiből a szakmai zsűri három alkotást is beválogatott a tárlatra. 2019-ben diplomát szerzett az ELTE Berzsenyi Dániel Pedagógusképző Kar Képi ábrázolás szak festő tagozatán. A magyarországi Cigány Himnusz vizuális megjelenítője, mely a művész diplomamunkája is egyben. Az etnorealizmus nevű új stílusirányzat megalkotója.

## Képei a 2009-es Cigány festők című albumból

### A holokauszt emlékezete
- Utolsó út (olaj, farost, 60x80 cm, 2004)

### Szakrális képek
- Ikon I. (olaj, farost, 50x50 cm, 2009)
- Ikon II. (olaj, farost, 50x50 cm, 2009)

### Szimbolikus képek
- Ősz (olaj, plexi, 60x100 cm, 2009)
- Nyár (olaj, plexi, 60x100 cm, 2009)
- Tél (olaj, plexi, 60x100 cm, 2009)
- Tavasz (olaj, plexi, 60x100 cm, 2009)[2]

BorÍtótervek
Klotz Mária: Stuffen - Lépcsők 2021.

## Kiállításai (válogatás)

### Egyéni
- 1997 • Tatabánya
- 2000 • Lamberg kastély, Mór
- 2002 • A romák színvilága, Balázs János Galéria, Budapest[3]

### Csoportos
- 2012 • Beszélő paletták, Magyar Roma Képzőművészeti Kiállítás a Közigazgatási és Igazságügyi Minisztérium Társadalmi Felzárkózásért Felelős Államtitkársága folyosóján és irodáiban, Budapest
- 2019. Ugródeszka sekély víz - Az ELTE képi ábrázolás szakos végzős hallgatóinak kiállÍtása